# Manuel Monfort y Asensi

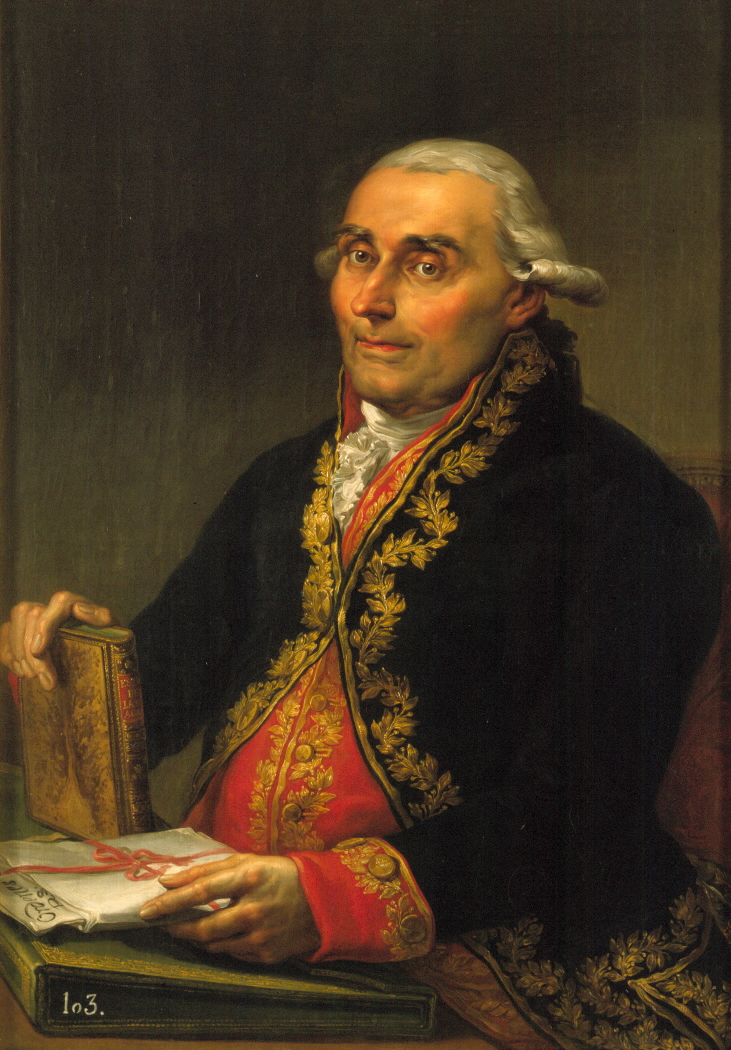
Vicente López Portaña: Retrato del grabador Manuel Monfort y Asensi, óleo sobre lienzo, 94,1 x 71,5, Valencia, Real Academia de Bellas Artes de San Carlos.

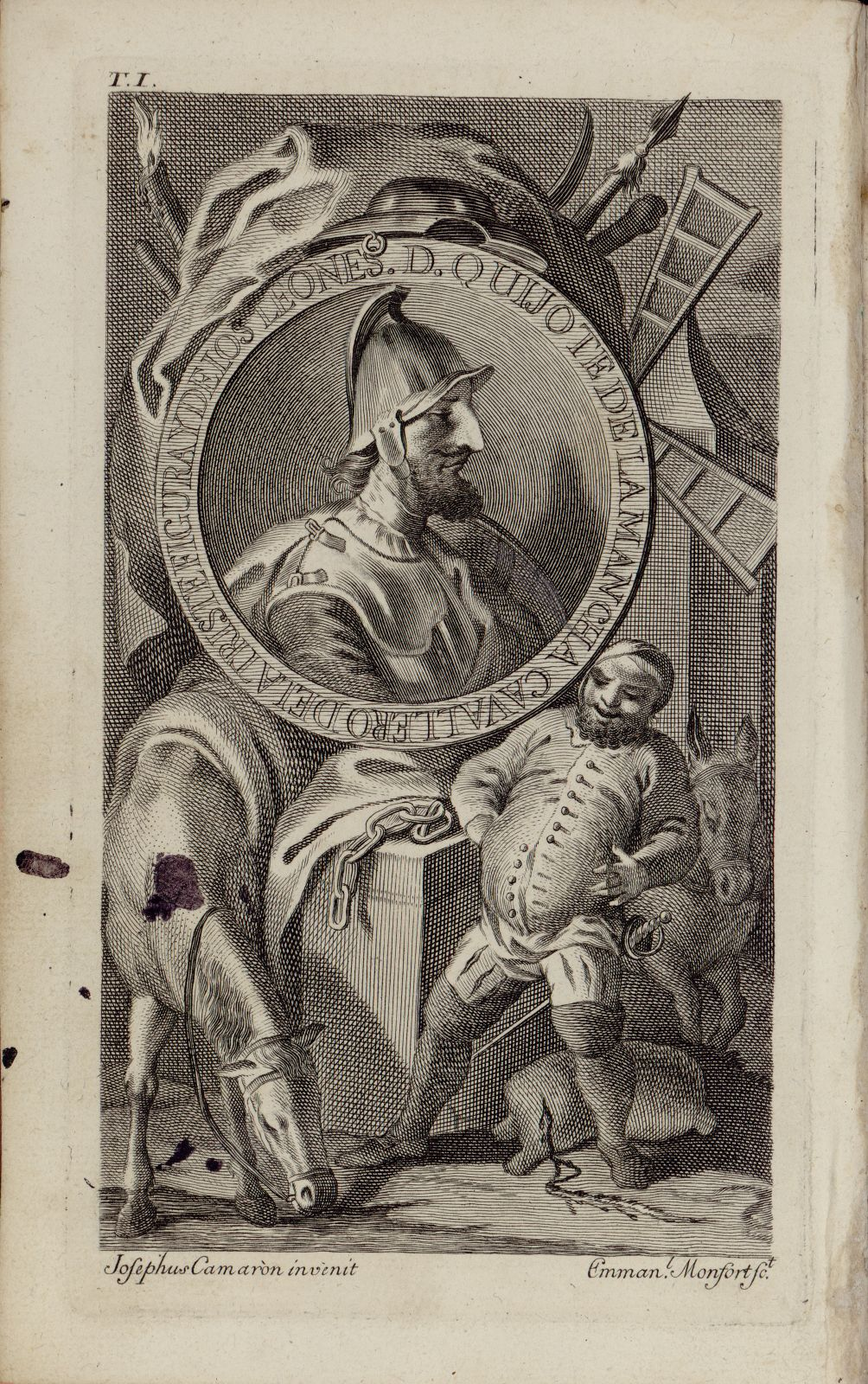
Miguel de Cervantes, Vida y hechos... Quijote, Madrid, Ibarra, 1771, frontispicio: D. Quijote de la Mancha caballero de la triste figura y de los leones, grabado de Manuel Monfort y Asensi, sobre dibujos de José Camarón Bonanat.

Manuel Monfort y Asensi (Valencia, 1736-1806) fue un grabador calcográfico español.

## Biografía
Hijo del impresor Benito Monfort, nació en Valencia el 26 de marzo de 1736. Su formación artística iniciada en la imprenta paterna se completó asistiendo a las clases de dibujo del natural que mantenía en su casa José Vergara Gimeno. Cofundador en 1753 de la academia valenciana de bellas artes, puesta primero bajo la advocación de Santa Bárbara, fue primer director de grabado y miembro de la comisión redactora de los estatutos de la que finalmente se llamaría Academia de Bellas Artes de San Carlos, además de individuo de mérito de la Real Academia de Bellas Artes de San Fernando.
De 1761 a 1778 alternó las estancias en Valencia y Madrid, hasta que en este año, bien relacionado con los impresores madrileños e introducido en la Corte, fue nombrado director de estudios de los pensionados por la Academia de San Carlos en Madrid. En Madrid ofreció su protección al numeroso grupo de artistas valencianos establecidos por esos años en la corte, entre ellos Tomás López Enguídanos y Joaquín Ballester, participantes en los más ambiciosos proyectos editoriales de la Imprenta Real.
Intervino en las ilustraciones del famoso Quijote de Ibarra, impreso en Madrid en 1771, y en el posterior de Antonio Sancha (1777). Para el primero proporcionó, entre otros, el grabado del frontispicio de la primera parte, por dibujo de José Camarón Bonanat con quien ya había colaborado en obras como el Certamen literario organizado por el colegio de San Ignacio, editado por Benito Monfort en 1761. Su producción como grabador, con todo, fue escasa debido a sus otras múltiples actividades. En 1784, por mediación de su amigo y protector Francisco Pérez Bayer, catalogador de los códices griegos, latinos y hebreos de la Biblioteca de El Escorial, fue nombrado administrador y tesorero de la Biblioteca Real y director de la Imprenta Real. En el ejercicio de este último cargo redactó el Plan de Grabadores del Rey, origen de la Real Calcografía. En 1794, jubilado, retornó a Valencia donde falleció el 25 de febrero de 1806.